# Lasse Olsen
Lasse Olsen (Oslo, 18 novembre 1973) è un allenatore di calcio ed ex calciatore norvegese, di ruolo attaccante.

## Biografia
È il figlio di Terje Olsen, ex calciatore del Vålerenga.

## Carriera

### Club
Olsen iniziò la carriera, a livello giovanile, con le maglie di Gjellerasen e Vålerenga. Tornò poi al Gjelleråsen, per cui giocò finché non passò allo Strømsgodset. In questa squadra, debuttò nella Tippeligaen: il 13 aprile 1997 fu infatti schierato titolare nella vittoria per 4-0 sullo Skeid. La prima marcatura nella massima divisione norvegese fu datata 20 aprile dello stesso anno, nel successo per 2-0 contro il Molde. Sempre nel 1997, giocò la finale dell'edizione stagionale della Coppa di Norvegia, persa per 4-2 contro il Vålerenga. Rimase in squadra fino al 2004, quando firmò per lo Aalesund.
Esordì per questo club il 22 agosto, in un match di 1. divisjon contro il Mandalskameratene, perso per 3-2. Contribuì alla promozione del club nella Tippeligaen e segnò la prima rete con questa maglia il 16 aprile 2005, nella vittoria per 2-1 contro l'Odd Grenland. Al termine del campionato 2008, lo Aalesund non gli rinnovò il contratto. Olsen pensò inizialmente a ritirarsi, ma poi firmò per l'Herd assieme all'ex compagno di squadra Karl Oskar Fjørtoft.
Nel corso del 2010, firmò per il Mjøndalen. Rimase senza contratto al termine del campionato 2011. Nel 2012 giocò ancora allo Herd, per passare allo Spjelkavik l'anno seguente.
Il 1º dicembre 2017 è stato nominato nuovo allenatore dell'Averøykameratene.